# Las Lilias
Las Lilias är en ort i Mexiko.   Den ligger i kommunen Teapa och delstaten Tabasco, i den sydöstra delen av landet, 700 km öster om huvudstaden Mexico City. Las Lilias ligger 16 meter över havet och antalet invånare är 365.
Terrängen runt Las Lilias är mycket platt. Runt Las Lilias är det ganska tätbefolkat, med 111 invånare per kvadratkilometer. Närmaste större samhälle är Río de Teapa, 12,9 km nordost om Las Lilias. Trakten runt Las Lilias består till största delen av jordbruksmark.